# 크세로네마과
크세로네마과(Xeronemataceae)는 속씨식물과의 하나로, 외떡잎식물군의 비짜루목으로 분류된다. 이 과의 이름은 2000년에 발표되었기 때문에, 최근에야 겨우 분류학자들에게 알려졌다. 2009년의 APG III 분류 체계 (1998년판 및 2003년판에서 변하지 않음)는 이 과를 인정했다.
크세로네마속은 이 과의 단일 속으로 2종을 포함하고 있으며, 다른 분류 체계에서는 아스포델루스과 또는 원추리과 등으로 다양하게 분류한다. 한 종 Xeronema callistemon은 뉴질랜드의 북섬 북부 해안에서 떨어진 2개의 섬이 원산지이며, 나머지 종 Xeronema moorei은 누벨칼레도니가 원산지이다. 이 식물들은 초본의 외떡잎식물이고, 뿌리줄기로 번식하며, 수상 꽃차례로 큰 꽃이 핀다.